# Public Investment Fund
Public Investment Fund (PIF), arabiska: صندوق الإستثمارات العامة, är en saudisk statlig investeringsfond som hade tillgångar på uppemot 925 miljarder amerikanska dollar för den 18 augusti 2024. Investeringsfonden grundades den 18 augusti 1971 av den då regerande kungen Faisal av Saudiarabien via ett kungligt dekret i syfte att finansiera projekt som kunde stärka Saudiarabien och dess ekonomi.
Företag som PIF har alternativt haft intressen i är bland annat Bank of America, Berkshire Hathaway, Boeing, BP, Citigroup, Facebook Inc, Live Nation, Uber Technologies och The Walt Disney Company. I juni 2018 ägde PIF 67,2% av gruvföretaget Ma’aden. Sedan den 7 oktober 2021 äger de också 80% av den engelska fotbollsklubben Newcastle United. Samma månad meddelade PIF att de hade också startat upp golforganisationen Liv Golf. Den 6 juni 2023 blev det offentligt att PIF köpte 75% av de saudiska fotbollsklubbarna Al-Ahli, Al-Hilal, Al-Ittihad och Al-Nassr.